# Liste der Bodendenkmäler in Burgheim
Auf dieser Seite sind die Bodendenkmäler in dem oberbayerischen Markt Burgheim zusammengestellt. Diese Tabelle ist eine Teilliste der Liste der Bodendenkmäler in Bayern. Grundlage ist die Bayerische Denkmalliste, die auf Basis des Bayerischen Denkmalschutzgesetzes vom 1. Oktober 1973 erstmals erstellt wurde und seither durch das Bayerische Landesamt für Denkmalpflege geführt wird. Die folgenden Angaben ersetzen nicht die rechtsverbindliche Auskunft der Denkmalschutzbehörde.

## Bodendenkmäler in Burgheim
| Lage       | Objekt                                                                                                | Akten-Nr.     | Bild |
| ---------- | --- | ------------- | ---- |
| (Standort) | Siedlung der Hallstattzeit.                                                                           | D-1-7232-0165 |      |
| (Standort) | Siedlung vor- und frühgeschichtlicher Zeitstellung.                                                   | D-1-7232-0166 |      |
| (Standort) | Grabhügel der Hallstattzeit.                                                                          | D-1-7232-0167 |      |
| (Standort) | Grabhügel der Hallstattzeit.                                                                          | D-1-7232-0168 |      |
| (Standort) | Grabhügel vorgeschichtlicher Zeitstellung.                                                            | D-1-7232-0169 |      |
| (Standort) | Siedlung und Grabenwerk des späten Frühmittelalters.                                                  | D-1-7232-0176 |      |
| (Standort) | Brandgräber der mittleren Urnenfelderzeit und Siedlungsbefunde                                        | D-1-7232-0177 |      |
| (Standort) | Siedlung der Bronzezeit, der späten bis Endlatènezeit und des frühen Mittelalters                     | D-1-7232-0178 |      |
| (Standort) | Siedlung und Körpergräber des frühen Mittelalters.                                                    | D-1-7232-0279 |      |
| (Standort) | Brandgräber der mittleren Römischen Kaiserzeit, Körpergräber der späten Römischen Kaiserzeit          | D-1-7232-0280 |      |
| (Standort) | Kastell und Siedlung der Römischen Kaiserzeit, Körpergräber des Frühmittelalters.                     | D-1-7232-0281 |      |
| (Standort) | Siedlung der Hallstattzeit, der römischen Kaiserzeit und des Frühmittelalters; Körpergräber           | D-1-7232-0282 |      |
| (Standort) | Mittelalterliche und frühneuzeitliche Befunde im Bereich der Kath. Pfarrkirche St. Maria              | D-1-7232-0297 |      |
| (Standort) | Mittelalterliche und frühneuzeitliche Befunde im Bereich des ehemaligen Schlosses Straß.              | D-1-7232-0298 |      |
| (Standort) | Mittelalterliche und frühneuzeitliche Marktsiedlung von Burgheim.                                     | D-1-7232-0299 |      |
| (Standort) | Mittelalterliche und frühneuzeitliche Befunde im Bereich der Kath. Pfarrkirche St. Cosmas             | D-1-7232-0300 |      |
| (Standort) | Kastell der späten Römischen Kaiserzeit (Kastell Parrodunum).                                         | D-1-7232-0301 |      |
| (Standort) | Siedlungsbefunde der Bronzezeit und der Römischen Kaiserzeit, Straße der Römischen Kaiserzeit         | D-1-7232-0303 |      |
| (Standort) | Siedlung vor- und frühgeschichtlicher Zeitstellung.                                                   | D-1-7331-0001 |      |
| (Standort) | Siedlung vor- und frühgeschichtlicher Zeitstellung.                                                   | D-1-7331-0002 |      |
| (Standort) | Siedlung vor- und frühgeschichtlicher Zeitstellung.                                                   | D-1-7331-0003 |      |
| (Standort) | Siedlung vor- und frühgeschichtlicher Zeitstellung.                                                   | D-1-7331-0004 |      |
| (Standort) | Siedlung vor- und frühgeschichtlicher Zeitstellung.                                                   | D-1-7332-0010 |      |
| (Standort) | Siedlung der Linearbandkeramik, der Stichbandkeramik, des Mittelneolithikums                          | D-1-7332-0011 |      |
| (Standort) | Körpergräber vor- und frühgeschichtlicher Zeitstellung.                                               | D-1-7332-0012 |      |
| (Standort) | Grabhügel der Hallstattzeit.                                                                          | D-1-7332-0014 |      |
| (Standort) | Siedlung der Linearbandkeramik.                                                                       | D-1-7332-0028 |      |
| (Standort) | Körpergräber des Frühmittelalters.                                                                    | D-1-7332-0029 |      |
| (Standort) | Siedlung vorgeschichtlicher Zeitstellung.                                                             | D-1-7332-0030 |      |
| (Standort) | Siedlung der Bronze- und Urnenfelderzeit.                                                             | D-1-7332-0031 |      |
| (Standort) | Körpergräber des Frühmittelalters.                                                                    | D-1-7332-0033 |      |
| (Standort) | Siedlung vor- und frühgeschichtlicher Zeitstellung.                                                   | D-1-7332-0034 |      |
| (Standort) | Siedlung vor- und frühgeschichtlicher Zeitstellung.                                                   | D-1-7332-0036 |      |
| (Standort) | Körpergräber vor- und frühgeschichtlicher Zeitstellung.                                               | D-1-7332-0041 |      |
| (Standort) | Villa rustica der Römischen Kaiserzeit.                                                               | D-1-7332-0042 |      |
| (Standort) | Siedlung des Neolithikums.                                                                            | D-1-7332-0043 |      |
| (Standort) | Siedlung der Urnenfelderzeit.                                                                         | D-1-7332-0044 |      |
| (Standort) | Siedlung vor- und frühgeschichtlicher Zeitstellung.                                                   | D-1-7332-0046 |      |
| (Standort) | Siedlung und Gräben vor- und frühgeschichtlicher Zeitstellung.                                        | D-1-7332-0047 |      |
| (Standort) | Siedlung vor- und frühgeschichtlicher Zeitstellung.                                                   | D-1-7332-0048 |      |
| (Standort) | Siedlung vor- und frühgeschichtlicher Zeitstellung.                                                   | D-1-7332-0049 |      |
| (Standort) | Verebnetes viereckiges Grabenwerk vor- und frühgeschichtlicher Zeitstellung.                          | D-1-7332-0050 |      |
| (Standort) | Siedlung vor- und frühgeschichtlicher Zeitstellung.                                                   | D-1-7332-0051 |      |
| (Standort) | Siedlung vor- und frühgeschichtlicher Zeitstellung.                                                   | D-1-7332-0052 |      |
| (Standort) | Verebnetes Grabenwerk der Hallstattzeit.                                                              | D-1-7332-0053 |      |
| (Standort) | Körpergrab vor- und frühgeschichtlicher Zeitstellung.                                                 | D-1-7332-0055 |      |
| (Standort) | Grabhügel der Bronze- und der Hallstattzeit.                                                          | D-1-7332-0056 |      |
| (Standort) | Siedlung vor- und frühgeschichtlicher Zeitstellung.                                                   | D-1-7332-0057 |      |
| (Standort) | Siedlung vor- und frühgeschichtlicher Zeitstellung.                                                   | D-1-7332-0058 |      |
| (Standort) | Siedlung vor- und frühgeschichtlicher Zeitstellung.                                                   | D-1-7332-0060 |      |
| (Standort) | Siedlung vor- und frühgeschichtlicher Zeitstellung.                                                   | D-1-7332-0061 |      |
| (Standort) | Siedlung vor- und frühgeschichtlicher Zeitstellung.                                                   | D-1-7332-0062 |      |
| (Standort) | Siedlung vor- und frühgeschichtlicher Zeitstellung.                                                   | D-1-7332-0063 |      |
| (Standort) | Siedlung der Linearbandkeramik sowie verebnetes Grabenwerk vorgeschichtlicher Zeit                    | D-1-7332-0065 |      |
| (Standort) | Siedlung vor- und frühgeschichtlicher Zeitstellung.                                                   | D-1-7332-0067 |      |
| (Standort) | Siedlung vor- und frühgeschichtlicher Zeitstellung.                                                   | D-1-7332-0068 |      |
| (Standort) | Siedlung vor- und frühgeschichtlicher Zeitstellung.                                                   | D-1-7332-0069 |      |
| (Standort) | Siedlung vor- und frühgeschichtlicher Zeitstellung.                                                   | D-1-7332-0070 |      |
| (Standort) | Siedlung vor- und frühgeschichtlicher Zeitstellung.                                                   | D-1-7332-0071 |      |
| (Standort) | Siedlung vor- und frühgeschichtlicher Zeitstellung.                                                   | D-1-7332-0073 |      |
| (Standort) | Siedlung vor- und frühgeschichtlicher Zeitstellung.                                                   | D-1-7332-0074 |      |
| (Standort) | Mittelalterliche und frühneuzeitliche Befunde im Bereich der Kath. Filialkirche St. Johannes          | D-1-7332-0075 |      |
| (Standort) | Mittelalterliche und frühneuzeitliche Befunde im Bereich der Kath. Pfarrkirche St. Martin             | D-1-7332-0076 |      |
| (Standort) | Siedlung vor- und frühgeschichtlicher Zeitstellung.                                                   | D-1-7332-0078 |      |
| (Standort) | Siedlung vor- und frühgeschichtlicher Zeitstellung.                                                   | D-1-7332-0080 |      |
| (Standort) | Siedlung vor- und frühgeschichtlicher Zeitstellung.                                                   | D-1-7332-0081 |      |
| (Standort) | Siedlung vor- und frühgeschichtlicher Zeitstellung.                                                   | D-1-7332-0082 |      |
| (Standort) | Siedlung vor- und frühgeschichtlicher Zeitstellung.                                                   | D-1-7332-0083 |      |
| (Standort) | Siedlung vor- und frühgeschichtlicher Zeitstellung.                                                   | D-1-7332-0084 |      |
| (Standort) | Siedlung vor- und frühgeschichtlicher Zeitstellung.                                                   | D-1-7332-0086 |      |
| (Standort) | Siedlung vor- und frühgeschichtlicher Zeitstellung.                                                   | D-1-7332-0087 |      |
| (Standort) | Siedlung vor- und frühgeschichtlicher Zeitstellung.                                                   | D-1-7332-0088 |      |
| (Standort) | Siedlung vor- und frühgeschichtlicher Zeitstellung.                                                   | D-1-7332-0090 |      |
| (Standort) | Siedlung der Bronzezeit, Körpergräber des Frühmittelalters.                                           | D-1-7332-0100 |      |
| (Standort) | Dreifaches Grabenwerk und Siedlung vor- und frühgeschichtlicher Zeitstellung.                         | D-1-7332-0101 |      |
| (Standort) | Grabhügel vorgeschichtlicher Zeitstellung.                                                            | D-1-7332-0107 |      |
| (Standort) | Mittelalterliche und frühneuzeitliche Befunde im Bereich der Kath. Pfarrkirche St. Johannes           | D-1-7332-0200 |      |
| (Standort) | Mittelalterliche und frühneuzeitliche Befunde im Bereich der Kath. Pfarrkirche St. Elisabeth          | D-1-7332-0203 |      |
| (Standort) | Mittelalterliche und frühneuzeitliche Befunde im Bereich der Kath. Filialkirche St. Helena            | D-1-7332-0207 |      |
| (Standort) | Mittelalterliche und frühneuzeitliche Befunde im Bereich der Kath. Filialkirche St. Maria in Längloh. | D-1-7332-0209 |      |
| (Standort) | Mittelalterliche und frühneuzeitliche Befunde im Bereich der Kath. Pfarrkirche St. Georg in Leidling. | D-1-7332-0211 |      |
| (Standort) | Mittelalterliche und frühneuzeitliche Befunde im Bereich der Kath. Pfarrkirche St. Stephan            | D-1-7332-0213 |      |
| (Standort) | Mittelalterliche und frühneuzeitliche Befunde im Bereich der Kath. Pfarrkirche St. Ottilia            | D-1-7332-0215 |      |
| (Standort) | Mittelalterliche und frühneuzeitliche Befunde im Bereich der Kath. Kapelle St. Georg                  | D-1-7332-0216 |      |